# HD 67224
HD 67224，又名BD+58 1102，SAO 26701、HR 3175，是一颗恒星，视星等为5.93，位于銀經159.17，銀緯33.04，其B1900.0坐标为赤經8h 1m 51.5s，赤緯+58° 33.04′ 28″。